# Kabaret Kapota
Kapota – kabaret z Łodzi.
Twórcami kabaretu byli Wojciech Kawecki i Rafał Sochalski. Występował m.in. z Elżbietą Jodłowską, Ewą Sonnenburg i Zbigniewem Piaseckim.
Kabaret Kapota zdobył nagrodę "Złote Rogi Kozicy" i Nagrodę Publiczności na Konfrontacjach Kabaretowych w Zakopanem w 1984r, ponadto uzyskał II nagrodę w konkursie piosenki kabaretowej XXI Krajowego Festiwal Piosenki Polskiej w Opolu w 1984 za piosenki „Czy to romans, czy mazurek” i „Ballada dziadowska”. Na Ogólnopolskich Spotkaniach Estradowych "OSET 87" w Rzeszowie zdobył I nagrodę za najlepszy program estradowy, pt. "Stara prawda w Nowym Świecie". GRAND PRIX - OSPA 93 na Ogólnopolskim Przeglądzie Piosenki Kabaretowej w Ostrołęce w 1993 r.